# Trosti
Trosti (ros. Трости) – chutor w zachodniej Rosji, w sielsowiecie prilepskim rejonu konyszowskiego w obwodzie kurskim.

## Geografia
Miejscowość położona jest nad Płatawką (lewy dopływ Swapy), 7,5 km od centrum administracyjnego sielsowietu (Prilepy), 7,5 km na południowy zachód od centrum administracyjnego rejonu (Konyszowka), 68 km na zachód od Kurska.
W miejscowości znajduje się 19 posesji.
Klimat
Miejscowość, jak i cały rejon, znajduje się w strefie klimatu kontynentalnego z łagodnym ciepłym latem i równomiernie rozłożonymi opadami rocznymi (Dfb w klasyfikacji klimatów Köppena).

## Demografia
W 2010 r. miejscowość zamieszkiwało 14 osób.